# 4 garçons dans la nuit
Pour plus de détails, voir Fiche technique et Distribution.
4 garçons dans la nuit est un téléfilm français en deux parties réalisé par Edwin Baily et diffusé en 2010 à la télévision.

## Synopsis
En 1995, quatre copains étudiants ont formé un groupe de musique. Au retour d'une soirée, ils découvrent le corps d'une jeune serveuse de bar de 19 ans au bord d'une route. La jeune femme meurt dans leurs bras. Le commissaire soupçonne les quatre garçons mais ne parvient pas à le prouver. Aucun d'eux n'avoue… Quinze ans plus tard, à la date anniversaire de la mort de la jeune serveuse, un des quatre hommes est tué par une bombe cachée dans son appartement…

## Fiche technique
- Réalisateur : Edwin Baily
- Adaptation et dialogues : Bernard Marié d'après le roman de Val McDermid
- Musique : Stéphane Moucha
- Image : Gérard de Battista
- Décors : Valérie Saradjian
- Costumes : Nathalie du Roscoat
- Son : Laurent Lafran et Ludovic Mauduit
- Production : Muriel Paradis
- Durée : 2 fois 100 minutes
- Date de diffusion : 18 et 19 mai 2010 sur France 2
- Pays :  France

## Distribution
- Julien Baumgartner : Alex Guilbet
- Jean-Pierre Lorit : Antoine Lanson (lieutenant puis commissaire principal dans le 2e épisode)
- Dimitri Storoge : David Carron
- Pascal Cervo : le père Thomas Vernet
- Antoine Hamel : Sébastien Sarris
- Jean-Pierre Malo : le commissaire Paul Morin (1er épisode)
- Yann Trégouët : Robin Morin
- Léna Bréban : Marine Guilbet
- Sara Mortensen : Hélène Carron
- Mia Delmaë : lieutenant Karine
- Raphaël Defour : Yann Dugain
- Elise Diamant : Rose Dugain
- Olivier Collinet : Paul
- Alain de Catuelan : le juge d'instruction
- Hervé Goubert : le concierge de la cité universitaire
- Philippe Risler : brigadier-chef
- Pierre Derenne : Nicolas
- Manuel Daroca : professeur Keller
- Nicolas Degremont : Jacques
- Nicolas Ragu : le médecin
- Jean-Pierre Bourdalex : l'expert, chargé de restauration
- Jean-Marc Talbot : l'illustrateur
- Sabine Heraud : la fleuriste
- Isabelle Féron : parisienne
- Corinne Belet : la réceptionniste
- Magali Loué : 2e infirmière

## Distinction

### Récompense
- Festival des créations télévisuelles de Luchon 2010 : Prix d'interprétation masculine, partagé par Julien Baumgartner, Dimitri Storoge, Pascal Cervo et Antoine Hamel.